# Gríðarvölr
En la mitología nórdica, el Gríðarvǫlr (Gridharvolur, en nórdico antiguo “codicia” o “vehemencia”) es la vara mágica que la giganta Gríðr (que también era la madre del dios Viðarr: Hon var móðir Viðars hins þǫgla ‘era la madre de Viðarr el taciturno’ según el Skáldskaparmál de Snorri el padre de Viðarr fue el mismo Odín), que la dejó prestada al dios Thor advirtiéndole de las malvadas intenciones del jotun Geirröd para asesinarle; este jotun había perdonado la vida a Loki a cambio de que convenciera a Thor de ir a los Geirrøðargarðar (la ciudadela de Geirröd) sin sus tres preciosos atributos: el martillo Mjölnir, los guantes Járngreipr y el cinturón de fuerza Megingjörð. De camino hacia los Geirrøðargarðar, Thor pernoctó en casa de Gríðr; a cambio de esa noche, ella le ayudó aconsejándole a la mañana siguiente sobre Geirröd y prestándole tres posesiones suyas que suplían las que Thor no llevaba consigo, mismas que le ayudaron a vencer al jotun y su familia.
Gríðr es mencionada en el poema Þórsdrápa de Eilífr Goðrúnarson y en los Skáldskaparmál de Snorri Sturluson.